# 商法会議所
商法会議所（しょうほうかいぎしょ）は、実業家の意見を集約するため明治時代に設立された任意の経済団体。

## 概要
1878年、条約改正交渉にあたって財界の意見集約を望む伊藤博文・大隈重信ら政府首脳と、幕藩体制時代の株仲間の廃止以後、商工業者による団体が存在しないことに不都合を感じていた実業家たちの間で商法会議所の設置構想が練られた。同年、渋沢栄一らにより東京商法会議所、五代友厚らにより大阪商法会議所が組織され、その後、兵庫・横浜・福岡・長崎など、1881年までに日本全国で34の商法会議所が組織され、政府や府県の支援を受けながら諮問の答申や商慣習の調査、商品・商況調査などの任にあたった。また、条約改正については、関税改正の基礎資料などを提供した。ところが、商法会議所はイギリス・アメリカを模範とした任意団体であったためにその活動は地域によって差があり、活動が不振な地域も存在した。そこで政府は府県や農商務省が主導する商工会を結成して商法会議所に代わらせようとするが、一部の商法会議所がこれを拒んだために2つの組織が併存する地域もあった（東京では1883年10月に商法会議所は一旦解散されて翌月に商工会が再発足したが、大阪では商法会議所が解散を拒否した）。1890年9月12日に商業会議所条例が公布されて、法人格を持った商業会議所に衣替えした。